# Liste der Gerichtsbezirke in Schlesien
Diese Liste der Gerichtsbezirke in (Österreichisch)-Schlesien listet alle ehemaligen Gerichtsbezirke im Kronland bzw. Herzogtum Ober- und Niederschlesien sowie den schlesischen Landes- bzw. Kreisgerichten unterstehenden mährischen Enklaven auf.

## Geschichte
Die Gerichtsbezirke Österreichisch-Schlesiens gehen auf das Jahr 1849 zurück, als die Grundzüge einer neuen Gerichtsordnung für das Habsburgerreich durch Kaiser Franz Joseph I. genehmigt wurden. Justizminister Anton von Schmerling skizzierte in der Folge eine Reorganisation des Gerichtswesens in Schlesien, die am 17. Juni 1850 mit „Kaiserlicher Verordnung“ genehmigt wurden. Gleichzeitig beauftragte Kaiser Franz Joseph I. den Justizminister mit der Ausführung dieser Neuordnung. Durch die Abschaffung der bisherigen Patrimonialgerichte und kommunalen Gerichte Schlesiens wurden eine Reorganisation der Gerichtsbezirke notwendig, wobei Schmerling in seinen Plänen die Schaffung von 100 Bezirksgerichten in Mähren und Schlesien vorsah, die alle dem Oberlandesgericht Brünn unterstellt werden sollten.
Für Schlesien selbst sah Schmerling zwei Landes- bzw. Kreisgerichte in Teschen und Troppau mit 14 bzw. 8 Bezirksgerichten vor.
Das Oberlandesgericht Brünn nahm in der Folge per 1. Mai 1850 seine Amtstätigkeit auf, wobei Kaiser Franz Joseph die Grundsätze der Justiz- und Verwaltungsorganisation für das Habsburgerreich erst am 31. Dezember 1851 an Ministerpräsident Schwarzenberg zur Umsetzung weiterleitete.
Im April 1854 legten die Minister des Inneren, der Justiz und der Finanzen schließlich in einer Verordnung die endgültige Gerichts- und Verwaltungseinteilung fest, wobei wie bereits 1849 skizziert 22 Gerichtsbezirke geschaffen wurden, die dem Landesgericht Teschen bzw. dem Kreisgericht Troppau unterstellt wurden.
Die Einteilung der Gerichtsbezirke änderte sich bis zum Ende der Habsburgermonarchie kaum. 1869 wurde aus Teilen der Gerichtsbezirke Freudenthal, Zuckmantel und Jägerndorf der neue Gerichtsbezirk Würbenthal geschaffen. Aus Teilen des Gerichtsbezirkes Hotzenplotz wurde 1873 zudem der Gerichtsbezirk Hennersdorf errichtet, zudem bildete man 1904 aus Teilen des Gerichtsbezirkes Oderberg den Gerichtsbezirk Polnisch Ostrau.
Neben Teilen des eigentlichen Kronlands Schlesien unterstanden dem Landesgericht Troppau auch die Enklaven des Kronlandes Mähren in Schlesien. dies waren die Gerichtsbezirke Hotzenplotz und Hennersdorf bzw. Teile der Gerichtsbezirke Troppau und Wagstadt. In politischer Hinsicht waren die mährischen Enklaven hingegen zuletzt dem mährischen Wahlkreis Nr. 14 (Deutsch) zugeordnet.

## Gerichtsbezirke
Die Tabelle enthält im Einzelnen folgende Informationen (Stand 1910, Gebietsveränderungen nach 1910 bereits berücksichtigt):
| Gerichtsbezirk: | Name des Gerichtsbezirkes in deutscher Sprache                                                       |
| Tschech. Bez.:  | Tschechische Bezeichnung des Gerichtsbezirks                                                         |
| Polnische Bez.: | Polnische Bezeichnung des Gerichtsbezirks                                                            |
| Polit. Bezirk:  | Politischer Bezirk, in dem der Gerichtsbezirk 1910 lag                                               |
| Landesgericht:  | Landes- bzw. Kreisgericht, dem das Bezirksgericht unterstellt war                                    |
| Fläche in km²:  | Fläche in km²                                                                                        |
| Bev.-Dichte:    | Bevölkerungsdichte in Einwohner pro km²                                                              |
| Einwohner:      | Einwohner                                                                                            |
| Deutsch:        | Einwohner mit deutscher Umgangssprache                                                               |
| Tschechisch:    | Einwohner mit „böhmischer, mährischer oder slowakischer“ (in der Regel tschechischer) Umgangssprache |
| Polnisch:       | Einwohner mit polnischer Umgangssprache                                                              |
| Sonstige:       | Einwohner mit sonstigen Umgangssprachen sowie Staatsfremde                                           |

| Gerichtsbezirk  | Tschech. Bez.      | Polnische Bez.       | Polit. Bezirk | Landes- / Kreisgericht | Fläche in km² | Bev.- dichte | Einwohner | Deutsch | Tschechisch | Polnisch | Sonstige |
| --------------- | ------------------ | -------------------- | ------------- | ---------------------- | ------------- | ------------ | --------- | ------- | ----------- | -------- | -------- |
| Bennisch        | Benešov            | Beneszów             | Freudenthal   | Troppau                | 196,93        | 84           | 16.603    | 16.516  | 26          | 5        | 56       |
| Bielitz         | Bílsko             | Bielsko              | Bielitz       | Teschen                | 209,94        | 254          | 53.222    | 28.639  | 539         | 22.854   | 1.190    |
| Freistadt       | Fryštát            | Frysztat             | Freistadt     | Teschen                | 223,95        | 367          | 82.086    | 5.351   | 17.748      | 57.344   | 1.643    |
| Freiwaldau      | Frývaldov          | Frywałdów            | Freiwaldau    | Troppau                | 264,49        | 115          | 30.422    | 29.634  | 36          | 22       | 730      |
| Freudenthal     | Bruntál            | Bruntal              | Freudenthal   | Troppau                | 281,70        | 82           | 23.191    | 22.985  | 23          | 24       | 159      |
| Friedek         | Frýdek             | Frydek               | Friedek       | Teschen                | 432,35        | 123          | 53.084    | 6.417   | 44.216      | 2.095    | 356      |
| Hennersdorf     | Jindřichov         | Jindrzychów          | Jägerndorf    | Troppau                | 092,32        | 93           | 8.569     | 8.232   | 1           | 1        | 335      |
| Hotzenplotz     | Osoblaha           | Osobłoga             | Jägerndorf    | Troppau                | 126,99        | 88           | 11.220    | 10.879  | 5           | 5        | 331      |
| Jablunkau       | Jablunkov          | Jabłonków            | Teschen       | Teschen                | 381,19        | 81           | 30.743    | 912     | 171         | 29.165   | 495      |
| Jägerndorf      | Krnov              | Krnów                | Jägerndorf    | Troppau                | 180,80        | 163          | 29.550    | 27.856  | 267         | 13       | 1.414    |
| Jauernig        | Javorník           | Javorník             | Freiwaldau    | Troppau                | 162,15        | 77           | 12.476    | 11.985  | 0           | 3        | 488      |
| Königsberg      | Klimkovice         | Klimkowice           | Wagstadt      | Troppau                | 151,08        | 150          | 22.687    | 3.136   | 18.989      | 293      | 269      |
| Oderberg        | Bohumín            | Bogumin              | Freistadt     | Teschen                | 092,94        | 430          | 39.944    | 9.808   | 10.355      | 18.118   | 1.663    |
| Odrau           | Odry               | Odry                 | Troppau       | Troppau                | 111,11        | 92           | 10.256    | 10.023  | 108         | 19       | 106      |
| Olbersdorf      | Město Albrechtice  |                      | Jägerndorf    | Troppau                | 132,09        | 87           | 11.446    | 11.166  | 2           | 3        | 275      |
| Polnisch Ostrau | Polská Ostrava     | Ostrawa Polska       | Friedek       | Teschen                | 039,59        | 1.409        | 55.752    | 5.527   | 36.275      | 12.998   | 952      |
| Schwarzwasser   | Strumien           | Strumień             | Bielitz       | Teschen                | 144,80        | 104          | 15.054    | 1.430   | 101         | 13.180   | 343      |
| Skotschau       | Skočov             | Skoczów              | Bielitz       | Teschen                | 408,36        | 81           | 33.127    | 2.706   | 159         | 30.114   | 148      |
| Teschen         | Těšín              | Cieszyn              | Teschen       | Teschen                | 349,19        | 206          | 71.809    | 16.133  | 6.033       | 47.982   | 1.661    |
| Troppau         | Opava              | Opawa                | Troppau       | Troppau                | 339,69        | 212          | 71.938    | 36.580  | 32.283      | 801      | 2.274    |
| Wagstadt        | Bílovec            | Biełowiec            | Wagstadt      | Troppau                | 200,36        | 114          | 22.775    | 11.191  | 11.324      | 118      | 142      |
| Weidenau        | Vidnava            | Widnawa              | Freiwaldau    | Troppau                | 180,39        | 88           | 15.955    | 15.546  | 26          | 36       | 347      |
| Wigstadtl       | Vítkov             | Witków               | Troppau       | Troppau                | 202,23        | 77           | 15.558    | 13.837  | 1.654       | 14       | 53       |
| Würbenthal      | Vrbno pod Pradědem | Wrbno pod Pradziadem | Freudenthal   | Troppau                | 113,02        | 84           | 9.512     | 9.351   | 0           | 12       | 149      |
| Zuckmantel      | Cukmantl           | Złote Góry           | Freiwaldau    | Troppau                | 129,35        | 77           | 9.970     | 9.690   | 0           | 5        | 275      |
| Gerichtsbezirk  | Tschech. Bez.      | Polnische Bez.       | Polit. Bezirk | Landes- / Kreisgericht | Fläche in km² | Bev.- dichte | Einwohner | Deutsch | Tschechisch | Polnisch | Sonstige |